# Nguyễn Bình
Nguyễn Bình de son vrai nom Nguyễn Phương Thảo (1908 - 1951) est un général nord vietnamien, chef des forces Việt Minh en Cochinchine pendant la guerre d'Indochine.

## Biographie
Né dans une famille de la classe moyenne de cinq enfants, il quitte sa famille vers dix-sept ans pour se rendre au Sud.
En 1926, il s'engage comme blanchisseur à bord du paquebot d'Artagnan, exploité par les Messageries Maritimes sur la ligne d'extrême Orient.
Vers 1925, il adhère au Parti nationaliste vietnamien et devient un des membres du comité central de la région Sud en 1928, son ami Trần Huy Liệu (vi) en devenant Secrétaire général.
En 1929,  ils sont arrêtés et condamnés à cinq ans de prison au bagne de Poulo Condor. Il y sympathise avec des communistes, raison pour laquelle il est sanctionné par le Parti nationaliste. Il perd un œil, ce qui lui vaut le surnom de Borgne.
Libéré en 1935, il continue sa lutte contre l’occupation française à partir de Dong Trieu. 
En 1941, ayant abandonné le parti nationaliste vietnamien, il est chargé par le Việt Minh de se procurer des armes afin de pouvoir établir ainsi une base armée importante.
Après le coup de force des Japonais le 9 mars 1945 contre les forces françaises, trois jours plus tard, il mène avec succès une offensive contre le camp français de Ban Yen Nhan dans le Delta, ce qui lui vaudra le commandement des 4 zones militaires du Nord sur les 7 créées par le Viêt Minh. Il continue son offensive, soutient la révolte de Haïphong et chasse les forces armées françaises de certaines villes.
En septembre 1945, il est chargé par Hô Chi Minh de réorganiser et unifier les différents groupes armés en Cochinchine ; il devient alors le responsable du Comité du Nam Bộ, le commandement Việt Minh dans la colonie du Sud, en remplacement de Trân Vǎn Giàu , muté au Tonkin.
En 1947, il adhère au parti communiste vietnamien. Hô Chi Minh le nomme le 25 novembre 1948 général de l’Armée populaire vietnamienne, grade dont il sera le premier titulaire. Il est alors considéré par les Français comme un adversaire particulièrement redoutable et un fin stratège.
En septembre 1951, de retour du Nord où il avait été appelé pour une nouvelle mission, il meurt dans une embuscade montée par des troupes françaises commandées par le capitaine Hogard à la frontière du Cambodge et du Vietnam. Il aurait été envoyé sciemment par Giap[réf. nécessaire], qui organisait les purges de l'armée vietnamienne, dans cette embuscade. Nguyen Binh l'aurait su mais aurait accepté son sort. Plus tard, Giap aurait reconnu : « J'étais obligé de sacrifier Nguyen Binh »[réf. nécessaire].
Il est nommé Héros de l'Armée populaire et en 2000 sa dépouille mortelle est transférée au cimetière d'Hô Chi Minh-Ville.